# عين الرحمة
عين الرحمة هي إحدى بلديات ولاية غليزان. يبلغ عدد سكانها 12095 نسمة حسب إحصاء 2008.